# Pollack
Der Pollack (Pollachius pollachius) oder Steinköhler, selten auch Helles oder Gelbes Kohlmaul, Kalmück oder Wrackfisch genannt, ist ein Fisch aus der Familie der Dorsche.

## Name und Abgrenzung
Der Trivialname Pollack ist nicht eindeutig. Mitunter wird so auch der Alaska-Seelachs (Gadus chalcogrammus) genannt, obwohl dieser nicht zur Gattung Pollachius, sondern zur Kabeljau-Gattung Gadus gehört. Im englischsprachigen Raum werden sowohl der Pollack als auch der im deutschen Handel unter dem Namen Seelachs verkaufte Köhler (Pollachius virens) als „pollack“ oder „pollock“ bezeichnet, sowie ebenfalls der Alaska-Seelachs (engl. „Alaska pollock“).
In Handel und Gastronomie wird Pollachius pollachius auch unter dem Handelsnamen Heller Seelachs angeboten.

## Verbreitung und Lebensraum
Das Verbreitungsgebiet der Art erstreckt sich im Nordostatlantik von Skandinavien, Island über die Britischen Inseln bis nach Marokko. Der Pollack ist außerdem in der Nordsee, vereinzelt in der Ostsee und im westlichen Mittelmeer heimisch. Er besiedelt die Schelfregionen, wo er entweder pelagisch oder nahe dem felsigen Grund in Tiefen bis etwa 200 Meter lebt.

## Merkmale

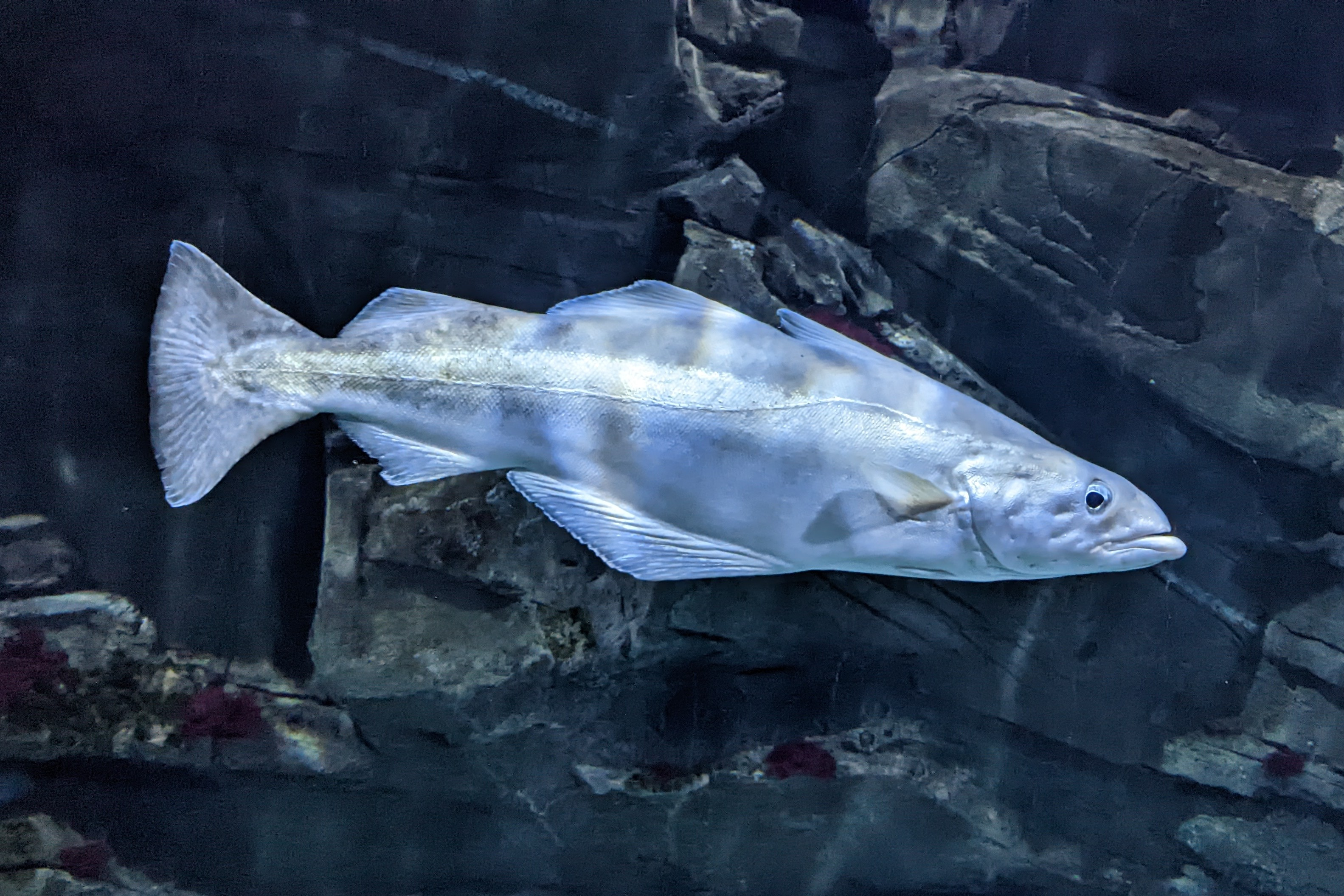
Pollachius pollachius, mit erkennbar bogenförmigem Verlauf der Seitenlinie über der Brustflosse

Der Habitus des Pollacks ähnelt dem des Köhlers, mit einem oberständigen Maul und drei Rücken- sowie zwei Afterflossen. Im Unterschied zu seinem Verwandten zeigt die Seitenlinie des Pollacks allerdings einen bogenförmigen Verlauf über den Brustflossen. Der Unterkiefer trägt keine Bartel. Der Rücken ist schwarz, braun oder oliv gefärbt, die Seitenlinie ist grünlich und der Bauch zeigt eine silbriggraue Färbung. In der Regel erreicht der Pollack eine Gesamtlänge von etwa 75 Zentimeter, gelegentlich ist aber auch eine Größe von bis zu 130 Zentimetern möglich.
Flossenformel: Dorsale 1 11–14, Dorsale 2 15–21, Dorsale 3 15–20, Anale 1 24–34, Anale 2 16–21, Pectorale 16–20, Ventrale 6

## Lebensweise
Der Schwärme bildende Fisch ernährt sich hauptsächlich von Heringsartigen, Tiefseegarnelen und Sandaalen. In der von Januar bis Mai andauernden Paarungszeit laichen die Tiere in Tiefen von 100 bis 150 Meter bei Wassertemperaturen von sechs bis acht Grad Celsius. Aus den im freien Meer driftenden Eiern schlüpfen die Larven eine Woche später. Die zunächst Plankton fressenden Jungfische verbringen ihre ersten zwei bis drei Lebensjahre in Küstennähe und bilden dabei häufig Schwärme mit Köhlern gleicher Größe. Der Pollack hat eine Lebenserwartung von etwa acht Jahren.

## Wirtschaftliche Bedeutung
Das Fleisch des Pollacks ist wohlschmeckend, aber trocken. Wirtschaftlich hat er kaum eine Bedeutung, ist jedoch häufig Beifang bei der Fischerei auf Kabeljau und Köhler.

## Belege
1. ↑  Sainsbury's gives unfashionable pollack a makeover
2. ↑  EU-Kommission: Pollachius pollachius. In: Handelsbezeichnungen.
3. 1 2 3 4 5  Andreas Vilcinskas: Fische - Mitteleuropäische Süßwasserarten und Meeresfische der Nord- und Ostsee. 2. Auflage, BLV Verlagsgesellschaft, München 2000, ISBN 3-405-15848-6. S. 196
4. 1 2 3 4 5  Bent J. Muus, Jørgen G. Nielsen: Die Meeresfische Europas in Nordsee, Ostsee und Atlantik. Kosmos, Stuttgart 1999, ISBN 3-440-07804-3, S. 131.
5. 1 2 3 4  Daniel M.Cohen, Tadashi Inada, Tomio Iwamoto, Nadia Scialabba: FAO species catalogue. Vol.10. Gadiform Fishes of the world (Order Gadiformes). FAO Fisheries Synopsis. No. 125, Vol. 10. Rome, FAO. 1990. S. 70–71 (HTML, ZIP/PDF; 26,65 MB (Seite nicht mehr abrufbar, festgestellt im Mai 2019. Suche in Webarchiven)  Info: Der Link wurde automatisch als defekt markiert. Bitte prüfe den Link gemäß Anleitung und entferne dann diesen Hinweis.)